# Daniel Royer
Daniel Royer (ur. 20 marca 1990 w Schladming) – piłkarz austriacki grający na pozycji bocznego pomocnika. Od 2016 roku jest zawodnikiem klubu New York Red Bulls.

## Kariera klubowa
Karierę piłkarską Royer rozpoczął w klubie z rodzinnej miejscowości Schladming, FC Schladming. Następnie podjął treningi w Sturmie Graz, gdzie grał w rezerwach, a w 2009 roku został zawodnikiem FC Pasching. W sezonie 2009/2010 zadebiutował w nim w austriackiej Regionallidze. W 2010 roku przeszedł do pierwszoligowego SV Ried. W Bundeslidze swój debiut zaliczył 17 lipca 2010 w przegranym 0:3 domowym meczu ze Sturmem Graz. Swojego pierwszego gola w lidze strzelił 30 października 2010 w spotkaniu z LASK Linz (3:0). W Ried grał do lata 2011 roku.
W sierpniu 2011 roku Royer podpisał 3-letni kontrakt z niemieckim zespołem Hannover 96. Suma transferu wyniosła milion euro. W Bundeslidze zadebiutował 24 września 2011 roku w zremisowanym 0:0 pojedynku z Augsburgiem. W sezonie 2012/2013 został wypożyczony do 1. FC Köln.
Latem 2013 Royer przeszedł do Austrii Wiedeń, a w 2015 do FC Midtjylland. W 2016 trafił do New York Red Bulls.
| Sezon   | Klub               | Kraj              | Rozgrywki     | Mecze | Bramki |
| ------- | ------------------ | ----------------- | ------------- | ----- | ------ |
| 2009/10 | FC Pasching        | Austria           | Regionalliga  | 25    | 6      |
| 2010/11 | SV Ried            | Austria           | Bundesliga    | 35    | 4      |
| 2011/12 | SV Ried            | Austria           | Bundesliga    | 6     | 0      |
| 2011/12 | Hannover 96        | Niemcy            | Bundesliga    | 3     | 0      |
| 2012/13 | 1. FC Köln         | Niemcy            | 2. Bundesliga | 26    | 3      |
| 2013/14 | Austria Wiedeń     | Austria           | Bundesliga    | 30    | 6      |
| 2014/15 | Austria Wiedeń     | Austria           | Bundesliga    | 33    | 5      |
| 2015/16 | FC Midtjylland     | Dania             | Superligaen   | 23    | 2      |
| 2016    | New York Red Bulls | Stany Zjednoczone | MLS           |       |        |

## Kariera reprezentacyjna
W reprezentacji Austrii Royer zadebiutował 7 czerwca 2011 roku w wygranym 3:1 towarzyskim meczu z Łotwą.